# Coolie Museum
Le Coolie Museum, ou Musée de l’Immigration Indienne, est un musée mauricien situé à Moka. Inauguré en 1991, il contient des documents relatifs à l'engagisme.